# モスフィルム

モスフィルムの入口のサイン

モスフィルム（Mos Film ロシア語:Мосфильм）とは、モスクワにあるロシア最大の映画撮影スタジオである。広大な敷地内に大小多数の撮影ステージオープンセット、関連するプロダクションなどが入っている。
なお、このスタジオに匹敵する映画スタジオとして、サンクトペテルブルクにはレンフィルムがある。
2011年には、YouTubeに公式チャンネルを開設。過去の作品を、一部英語字幕つきで無料配信している。

## 主な作品
- 1925年 『戦艦ポチョムキン』
- 1936年 『宇宙飛行』
- 1938年 『アレクサンドル・ネフスキー』
- 1944年 『イワン雷帝』
- 1946年 『石の花』
- 1947年 『シベリア物語』
- 1949年 『エルベ河の邂逅』、『クバンのコサック』
- 1957年 『戦争と貞操』
- 1960年 『ローラーとバイオリン』
- 1962年 『僕の村は戦場だった』
- 1967年 『戦争と平和』
- 1970年 『ひまわり』
- 1972年 『惑星ソラリス』
- 1975年 『デルス・ウザーラ』、『鏡』
- 1979年 『ストーカー』、『モスクワは涙を信じない』
- 1981年 『テヘラン 43』
- 1982年 『解任』
- 1986年 『不思議惑星キン・ザ・ザ』